# Goldbeck (Este)
Die Goldbeck, auch als Goldbach bekannt, ist ein 7,7 km langer Bach in den Gemeinden Beckdorf und Moisburg im Landkreis Stade und Landkreis Harburg in Niedersachsen, die von links und Westen in die Este mündet.

## Verlauf
Die Goldbeck entspringt in der Nähe der Burg Dannsee westlich von Beckdorf im Beckdorfer Moor. Erst noch relativ begradigt, fließt er hinter der Beckdorfer Bahndammbrücke in seinem nahezu unveränderten Bachbett quer durch den Ort Beckdorf und anschließend durch ausgeprägte Wiesenlandschaften am Beekhoff vorbei Richtung Goldbeck. Hinter Goldbeck ist die Goldbeck bei der Goldbecker Mühle zu einem Mühlenteich aufgestaut. An den Ufern des Baches liegen viele Wiesen und Weiden sowie einige kleine Auwälder. Sie mündet schließlich bei Moisburg von links und Westen in die Este.

## Zustand
Die Goldbeck ist im oberen Verlauf kritisch belastet (Güteklasse II-III) und im unteren Verlauf mäßig belastet (Güteklasse II).

## Befahrungsregeln
Wegen intensiver Nutzung der Este durch Freizeitsport und Kanuverleiher erließ der Landkreis Harburg 2002 eine Verordnung unter anderem für die Este, ihre Nebengewässer und der zugehörigen Uferbereiche, die den Lebensraum von Pflanzen und Tieren schützen soll. Seitdem ist das Befahren und Betreten der Goldbeck ganzjährig verboten.

## Name
Der Name des Flusses ist nicht eindeutig. Beim Niedersächsischen Landesbetrieb für Wasserwirtschaft, Küsten- und Naturschutz (NLWKN) sowie von den Landkreisen Stade und Harburg wird der Bach als Goldbeck geführt, in historischen Dokumenten ist er als Goldbach bekannt.